# Tuluá

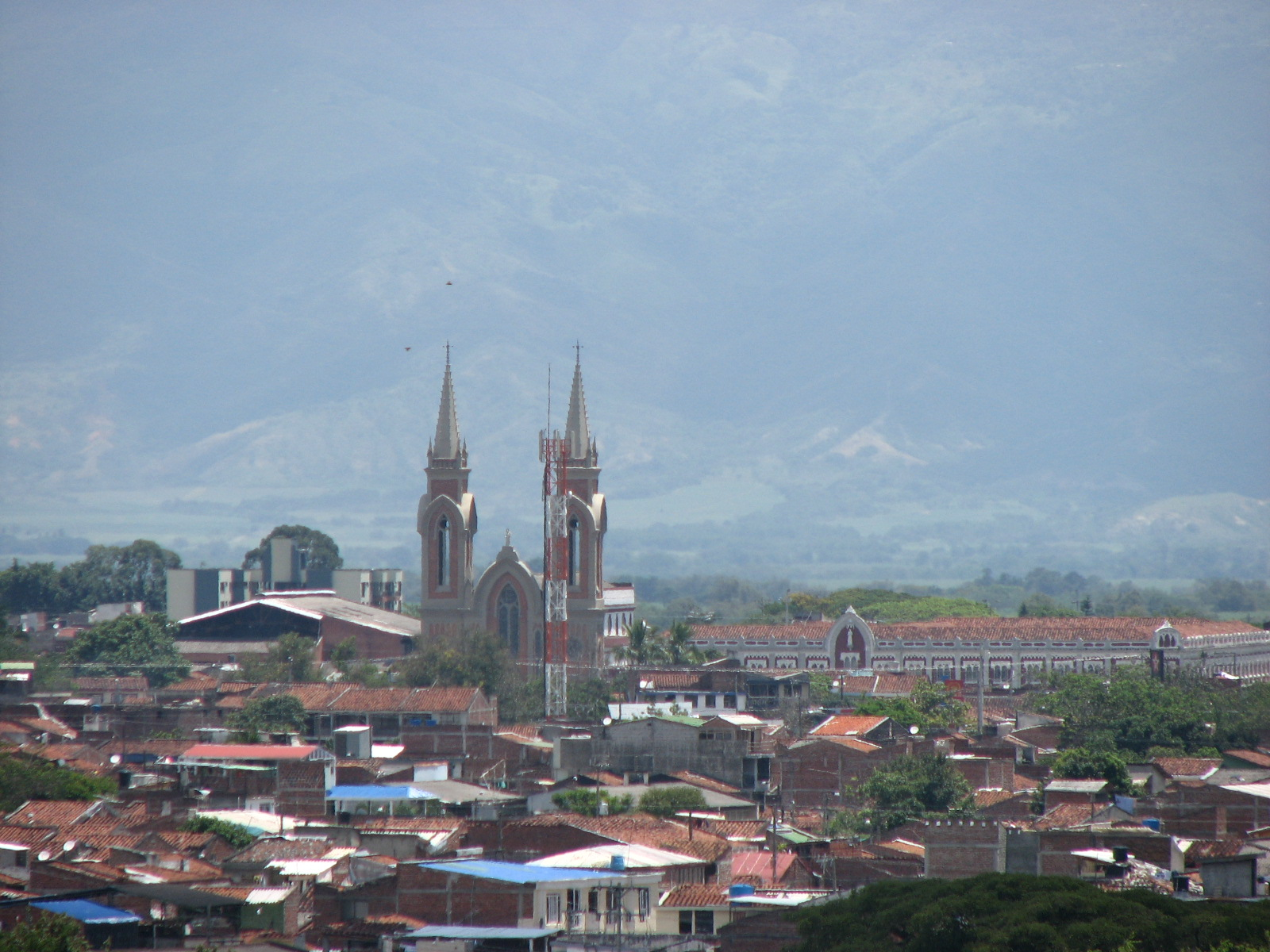
Tuluá

Tuluá – miasto w zachodniej Kolumbii, w departamencie Valle del Cauca, w dolinie rzeki Cauca, przy Drodze Panamerykańskiej. Około 200 tys. mieszkańców.
Z Tuluá pochodzi Madelaynne Montaño, kolumbijska siatkarka, reprezentantka kraju.